# Červená Třemešná - rybník
Červená Třemešná - rybník este o arie protejată (arie specială de conservare — SAC, sit de importanță comunitară — SCI) din Republica Cehă întinsă pe o suprafață de 9,42 ha, integral pe uscat.

## Localizare
Centrul sitului Červená Třemešná - rybník este situat la coordonatele 50°24′10″N 15°38′56″E / 50.402778°N 15.648889°E.

## Înființare
Situl Červená Třemešná - rybník a fost declarat sit de importanță comunitară în aprilie 2005 pentru a proteja 1 specie de animale. Situl a fost protejat și ca arie specială de conservare în iulie 2012.

## Biodiversitate
Situată în ecoregiunea continentală, aria protejată nu include niciun habitat protejat.
La baza desemnării sitului se află o specie protejată de  amfibieni: buhai de baltă cu burta roșie (Bombina bombina).